# Bandy
Bandy er en boldsport i hockey-familien på isbane, hvor spillet udkæmpes mellem to hold, hver med 11 skøjteløbende spillere, der forsynet med krumme stave, efter fastlagte regler, skal føre en massiv lille bold af gummi ind i modstandernes mål.
Bandy blev første gang spillet i Danmark i 1895, men sporten er aldrig slået rigtigt an. 
Sporten har længe været domineret af Sverige og Rusland, der ses som de ultimative arvefjender, og skiftes til at vinde verdensmesterskaberne. Finland har vundet én gang, det var i 2004.

## Historie
Der har været spillet hockeylignende spil i tusindvis af år. Således finder man i en grav tæt ved Minia i Egypten en 4000 år gammel tegning af to atleter udstyret med hver sin bandylignende stav i kamp om en bold eller en ring. Fra Asien har man kendskab til et tidligt polo-lignende spil uden hest, der minder om bandy. I Japan har man spillet Kachi og Dakyu, og fra den Aztekiske kultur kendes spillet Cheuca, hvor knogler fra hjorte blev brugt som stave, mens bolden var af træ.
Fra Grækenland har man fra tiden omkring slaget ved Marathon et relief, der forestiller et spil, som minder om bandy – dog uden skøjter. Spillet anses for at have bredt sig op gennem Europa med Romerrigets udbredelse. Navnet bandy er afledt af det teutoniske ord bandja, der betyder en krum stav.
Op gennem middelalderen kender man til bandylignende spil i Europa, der antog forskellige lokale og regionale forskelle, dog med det fælles formål, at ved hjælp af stave eller stokke slå en bold ind i modstandernes mål. I Shakespeares skuespil Romeo og Julie, (3. akt, 1. scene), finder man passagen "The Prince expressly hath forbidden Bandying in the Verona streets", hvilket menes at henvise til en tidlig lokal udgave af spillet.

### Spillet tager form
Den moderne bandy opstod i England i midten af det 19. århundrede, og byen Bury-on-Fen i Cambridgeshire regnes for at være sportens fødested. Her finder man en optegnelse fra 1813, der fortæller, at det lokale hold, Bury Fen Bandy Club, havde været ubesejrede i 100 år. I begyndelsen fandtes der ikke noget fælles regelsæt for sporten, og holdene måtte inden hver kamp enes om, hvilke regler man spillede efter.
På Windsor Castle blev der i 1853 spillet en opvisningskamp i bandy med dronning Victoria som tilskuer og prins Albert som målvogter på det ene hold. I 1875 blev den første egentlige kamp, kaldet Hockey on ice, spillet i Crystal Palace i London, og fra 1882 kendes det første egentlige fælles regelsæt for spillet, Bandy Code of Rules, udarbejdet af Charles Goodman Tebbutt (en) fra Bury Fen Bandy Club.
I 1891 organiseres bandyen i England i et egentligt forbund, National Bandy Association. Samme år spilles den første internationale bandy-kamp mellem de engelske Bury Fen Bandy Club og de nederlandske Haarlem.
Sporten spredte sig hurtigt i Europa. I 1895 kom den til bl.a Danmark og Sverige og derfra videre til Schweiz og Tyskland. I Danmark var sporten et lokalt københavnsk fænomen koncentreret omkring Kjøbenhavns Skøjteløberforening som den dominerende klub. Peblingesøen var et sted for issport. I 1909 stiftes Dansk Bandy Union, og danske hold spiller bl.a. kampe mod svenske hold fra især Malmö.
Man deltager også i De nordiske leges bandyturneringer i 1909 og i 1917, men interessen for bandy i Danmark kølnedes hurtigt, og i 1924 dør sporten ud. Samme skæbne oplever bandyen i flere andre europæiske lande, bl.a. også i England, bandyens fødested.

### Bandy i dag
I Finland, Norge, Rusland og Sverige er bandy en folkelig stor og respekteret sport med mange aktive spillere – alene i Sverige findes mere end 350 klubber, og der kommer op til 20.000 tilskuere til finalekampene i den hjemlige liga. I Rusland betragtes bandy som national sport og der findes en aftale med Den russisk-ortodokse kirke.
Bandyen har også fået fodfæste i bl.a. Canada, USA, Hviderusland og i Ungarn, ligesom interessen for sporten også er stigende i Nederlandene og Estland, og blandt de seneste lande, hvor bandyen har fået øget opmærksomhed er Mongoliet, Indien og især Japan og Kina. Bandy blev inkluderet i de Asiatiske vinterlege for første gang i 2011. 
Den globale opvarmning har dog givet sporten visse problemer. Traditionelt har man spillet på naturis, men på flere arenaer spiller man nu på kunstis, og i især Sverige er man gået et skridt videre, og har bygget de første bandyhaller. Hvordan det vil påvirke sporten, kan kun fremtiden vise.
De enkelte lande har en hjemlig liga, hvor der hvert år kæmpes om nationale mesterskaber, ligesom der hvert år afholdes en verdensmesterskabs-turnering. Der afvikles også et årligt World Cup i Sandviken i Sverige med deltagelse af de bedste klubhold i verden.
Der findes ligeledes en Europacup i bandy, hvor deltagerne er mesterholdene fra de europæiske bandy-nationer. Cup'en havde premiere i 1974 og domineres totalt af de svenske og de russiske hold.
Indtil man i 2003 besluttede at afholde årlige verdensmesterskaber i bandy, havde man i Rusland (Sovjetunionen) siden 1972 også haft Russian Government Cup (oprindeligt Rossija-turneringen), der blev afholdt de år, der ikke var verdensmesterskabs-turneringer. Turneringen blev også kaldt for Lille bandy-VM. Det var en turnering for landshold, men som oftest deltog også russiske klubhold og ungdomshold for at få flere kampe ud af turneringen. 
Bandyen blev præsenteret som opvisningsgren ved de olympiske vinterlege i 1952, men blev aldrig en fast del af legene.

## Regler
Bandy spilles på en isbane, der er på størrelse med en fodboldbane, 45–65 m bred og 90–110 m lang. Hvert hold har en målmand, der uden stav vogter sit mål, der er 2,1 m højt og 3,5 m bredt. Regelsættet minder langt hen ad vejen om det, der benyttes i fodbold.
- Kampene spilles over to halvlege à 45 minutter
- Der findes et straffeslagspunkt 12 m fra målet
- Der er regler for hjørneslag
- Man benytter frislag, der tages fra det sted, hvor forseelsen fandt sted
- Man benytter offside-regler
- Ved uafgjort i turneringer spilles 2 gange 15 minutter ekstra, og ellers afgøres kampen ved straffeslag

### Varianter
Rinkbandy er en variant der spilles på en ishockeybane.

## Udrustning
Bolden man spiller med, er lavet af massivt gummi, og kan have en diameter på hhv. 60 mm og 62,4 mm. Farven har en nuance, der ligger mellem rød og rosa. Spillerne benytter en stav med et skaft af træ og et krumt blad af glasfiber. Skaftet er 1,2 m langt. Spillerne er udstyret med skøjter, hjelm, ben- og armbeskyttere samt skridtbeskyttelse.

## Organisation
Den internationale bandy er organiseret i forbundet Federation of International Bandy, der blev grundlagt i Stockholm den 12. februar 1955, og sikrer at alle medlemslande benytter samme regler. Tidligere havde man i det daværende Sovjetunionen haft egne regler. I dag (2014) er der 32 medlemmer.

## Verdensmestre
Uddybende artikel: VM i bandy
Bandyen har været totalt domineret af Sverige og Rusland (Sovjetunionen), der på nær et enkelt år (2004) har delt titlen som verdensmester mellem sig. Dog med en kraftig overvægt til russerne:
- Finland – 2004
- Sverige – 1981, 1983, 1987, 1993, 1995, 1997, 2003, 2005, 2009, 2010, 2012
- Rusland/Sovjetunionen – 1957, 1961, 1963, 1965, 1967, 1971, 1973, 1975, 1977, 1979, 1985, 1989, 1991, 1999, 2001, 2006, 2007, 2008, 2011, 2013, 2014

Siden 2003 har man afholdt verdensmesterskaberne hvert år.